# Arthur Wing Pinero
Arthur Wing Pinero (24 de mayo de 1855-23 de noviembre de 1934) fue un actor, dramaturgo y director teatral británico.

## Biografía
Nacido en Londres, Inglaterra, era hijo de John Daniel Pinero, un "solicitor" de origen judío sefardí. Antes de dedicarse al teatro, Pinero estudió derecho en el Birkbeck College de la Universidad de Londres. 
En 1874 entró a formar parte de la compañía de R. H. Wyndham en el Teatro Royal de Edimburgo. Tras actuar también en Liverpool, Pinero se unió a la compañía del Teatro Lyceum de Henry Irving en Londres en 1876, actuando en papeles secundarios durante cinco años. Posteriormente actuó bajo dirección de Squire Bancroft en el Teatro Haymarket. Una de las obras en que participó fue la pieza de Richard Brinsley Sheridan The Rivals, en 1884, por la cual obtuvo buenas críticas.
Pinero empezó a escribir piezas teatrales a finales de la década de 1870 mientras estaba en el Lyceum, entre ellas Daisy's Escape en 1879 y Bygones en 1880. Se convirtió en un exitoso y prolífico dramaturgo, con un total de cincuenta y nueve obras, entre las que se incluían dramas sociales, algunos tratando de la hipocresía social hacia algunas situaciones de la mujer, como ocurría con las segundas nupcias. Entre estos dramas figuran His House in Order y The Second Mrs Tanqueray (1893).
Sin embargo, es más conocido por sus comedias, entre las cuales destacan las siguientes:
- The Magistrate (1885)
- The Notorious Mrs. Ebbsmith (1895)
- Trelawny of the 'Wells' (1898)
- The Gay Lord Quex (1899)

Su romance de 1923 The Enchanted Cottage fue adaptado al cine con éxito en 1924 y en 1945. His House in Order fue también adaptada en 1928 en un film mudo protagonizado por Tallulah Bankhead y que hoy se considera perdido. 
También se adaptaron The Magistrate y Dandy Dick, este último film protagonizado por Will Hay.
Su ópera The Beauty Stone, (escrita con la colaboración de Arthur Sullivan y J. Comyns Carr) ganó popularidad en los últimos años, aunque el diálogo queda muy abreviado. 
Pinero fue nombrado caballero en 1909. Aunque era tremendamente popular en su momento, sus obras raramente se representan hoy en día. Incluso en sus últimos años vio que su trabajo empezaba a quedar pasado de moda. 
Arthur Wing Pinero falleció en Londres, Inglaterra, en 1934, a los 79 años de edad, como consecuencia de las complicaciones aparecidas tras ser sometido a una intervención quirúrgica. 
Pinero fue uno de los pocos dramaturgos de su tiempo, aparte de William Gillette y Oscar Wilde, que escribieron papeles de importancia para primeros personajes femeninos. Sin embargo, muchas de las primeras actrices del momento tenían sus propias ideas del modo en que habían de interpretar ciertas escenas, muy diferentes de las del propio autor. Tras diversas pruebas, Pinero finalmente encontró una solución. En los ensayos explicaba claramente cómo quería que se desarrollara la escena, y después dejaba que la actriz la interpretara, usualmente de una manera muy diferente. Entonces gritaba "¡Perfecto, perfecto! ¡Esta noche hágalo exactamente así!." Y por algún motivo, por la noche la actriz actuaba tal y como lo quería el autor. Se trataba de una maniobra psicológica que podría desconcertar a muchos directores teatrales.